# Cosita linda
Cosita linda est une telenovela américano-vénézuélienne produite par Venevisión International en collaboration avec Univision et distribuée par Venevisión International. C'est une adaptation de la telenovela vénézuélienne Cosita rica écrite par Leonardo Padrón. Elle a été diffusée sur Antenne Réunion en 2015-2016 puis sur IDF1 en 2017.
La série est disponible sur M6 via la plateforme 6play depuis le 2 novembre 2018.

## Synopsis
Ana Lorena Rincón est une très belle jeune femme qui vit dans le quartier populaire "La Esperanza" à Los Angeles, Californie. Quand Diego Luján et elle se rencontrent par hasard dans un magasin, l'héritier de l'agence de publicité est tellement sous le charme de la jeune fille qu'il ne peut pas arrêter d'y penser. Cependant Diego est sur le point de se marier avec la fameuse modèle Viviana Robles, mais le destin a d'autres plans... et convertit la rencontre entre Ana Lorena et lui en une histoire d'amour passionnée.
Quelques jours avant la date prévue pour son mariage avec Viviana, Diego revoit Ana sur un paquebot de croisière où elle travaille comme serveuse. Lors de cette réunion inattendue naît un amour si profond entre eux que Diego décide d'annuler son mariage pour commencer une nouvelle vie avec Ana.
Mais les choses ne vont pas se passer comme voulu. Viviana, rancunière et vindicative piège Ana le jour où elle devait rencontrer Diego à l'aéroport pour partir en voyage ensemble. Faussement accusée de trafic de drogue, Ana est emprisonnée pendant plusieurs mois, sans être en mesure d'expliquer ce qui lui est arrivé à Diego.
En sortant de prison, Ana commence à travailler comme artiste maquilleuse et, encore une fois, le destin la met face à Diego. La mariée qui doit être maquillée est nulle autre que Viviana, qui a réussi à reconquérir Diego à l'aide de ses artifices et de ses mensonges. En effet, il a fini par croire qu'Ana était coupable du crime dont elle avait été accusée. Lors de leur rencontre, Ana et Diego ressentent le même amour qu'auparavant, mais pensent qu'il est trop tard.
L'avenir du couple est encore plus difficile après l'apparition soudaine d'un frère inconnu de Diego, Olegario, qui s'éprend lui aussi d'Ana. Commence dès lors une lutte acharnée entre les deux frères alors que progressivement, les tromperies et machinations de Viviana commencent à se découvrir...

## Distribution
| Acteur/Actrice      | Personnage                       |
| ------------------- | -------------------------------- |
| Christian Meier     | Diego Luján                      |
| Ana Lorena Sánchez  | Ana Lorena Rincón de Luján       |
| Pedro Moreno        | Olegario Pérez Luján             |
| Zuleyka Rivera      | Viviana "Vivi" Robles            |
| Carolina Tejera     | Tiffany Robles                   |
| Scarlet Gruber      | María José Luján / Mariana Lujàn |
| Alma Delfina        | Doña Santa                       |
| Alfredo Huereca     | Don Lupe                         |
| Adrián Di Monte     | Santiago Rincón                  |
| Emeraude Toubia     | Dulce Rincón                     |
| Anna Silvetti       | Consuelo Pérez                   |
| Alberto Salaberry   | Vicente Durán                    |
| Mariet Rodríguez    | Laura Durán                      |
| Ana Belén Lander    | Deborah "Debbie" Durán           |
| Cristina Bernal     | Palmira                          |
| Sandra Itzel        | Maya                             |
| Patricio Gallardo   | Nicolás "Nico"                   |
| Anna Sobero         | Prudencia Vargas                 |
| Mijail Mulkay       | Lisandro Gómez                   |
| Cristina Abuhazi    | Anelí                            |
| Norma Zúñiga        | Nana Ramona                      |
| Liliana Rodríguez   | Camila "La Chata"                |
| Jason Canela        | José Carlos Merina "El Cacho"    |
| Juan Carlos Flores  | El Pelón                         |
| Xavier Coronel      | Raul Yañez                       |
| Franklin Virgüez    | Darío Núñez                      |
| Gisella Aboumrad    | Carmela                          |
| Tali Duclaud        | Romina                           |
| Danilo Carrera      | Federico "Fede" Madariaga        |
| Henry Zakka         | Narciso Luján                    |
| Eva Tamargo         | Telma Luján                      |
| Mauricio Mejía      | Alejandro "Alex" Casteló         |
| Carlos Garín        | Gastón de la Peña                |
| Alessandra Guilarte | Leticia                          |

## Autres versions
- Cosita rica (2003-2004)